# كنوت راسيل
كنوت راسيل هو منافس ألعاب قوى سويدي، ولد في 23 يونيو 1902 في نورشوبينغ في السويد، وتوفي في 10 ديسمبر 1961 في ستوكهولم في السويد.

## وصلات خارجية
- كنوت راسيل على موقع أوليمبيديا (الإنجليزية)
- كنوت راسيل على موقع اللجنة الأولمبية السويدية (السويدية)